# Walterhall
Walterhall är en ort i Australien. Den ligger i regionen Rockhampton och delstaten Queensland, omkring 500 kilometer nordväst om delstatshuvudstaden Brisbane. Antalet invånare är 267.
Runt Walterhall är det mycket glesbefolkat, med 5 invånare per kvadratkilometer.. Närmaste större samhälle är Mount Morgan, nära Walterhall. 
I omgivningarna runt Walterhall växer huvudsakligen savannskog. Genomsnittlig årsnederbörd är 1 071 millimeter. Den regnigaste månaden är januari, med i genomsnitt 283 mm nederbörd, och den torraste är augusti, med 20 mm nederbörd.